# Vintage Cars
Vintage Cars Ltd. war ein Hersteller von Automobilen aus Malta.

## Unternehmensgeschichte
Das Unternehmen aus Lija begann 1979 mit der Produktion von Automobilen nach einer Lizenz eines amerikanischen Unternehmens. Der Markenname lautete Amazon. Etwa 1986 endete die Produktion.

## Fahrzeuge
Das einzige Modell war der Nachbau eines klassischen Fahrzeugs. Als Vorbild diente der Mercedes-Benz SSK aus den 1920er Jahren. Die Fahrzeuge entstanden auf Fahrgestellen des VW Käfers. Für den Antrieb sorgten Vierzylinder-Boxermotoren von VW.